# Отцы и дочери
«Отцы и дочери» (англ. Fathers and Daughters) — американо-итальянский художественный фильм-драма, снятый в 2015 году режиссёром Габриеле Муччино.

## Сюжет
Известный писатель Джейк Дэвис потерял жену в автокатастрофе. После случившейся трагедии его мучают психологические проблемы, усугубляемые сильными судорожными явлениями. Оставшаяся на его попечении маленькая дочь Кэти была передана к дяде и тёте. Эта разлука значительно сказывается и на Джейке, и на девочке. Проходит 25 лет. Уже взрослая дочка писателя работает в социальной службе, борется со своей нимфоманией и демонами прошлого.

## В ролях
- Рассел Кроу — Джейк Дэвис[2]
- Аманда Сейфрид — Кэти[2]
  - Кайли Роджерс — Кэти в детстве
- Аарон Пол — Кэмерон[2]
- Диана Крюгер — Элизабет[4]
- Кувенжаней Уоллис — Люси
- Джанет Мактир — Кэролайн[4]
- Октавия Спенсер — доктор Спенсер
- Джейн Фонда — Тэнди Стэнтон[5]
- Брюс Гринвуд — Уильям
- Брендан Гриффин — Эван
- Мишель Вентимилла — женщина в квартире Кэмерона

## Производство
Для работы над фильмом Габриеле Муччино был приглашён во время Каннского МКФ 2013 года. Рассел Кроу присоединился к проекту в октябре того же года, чуть позднее было объявлено о назначении Аманды Сейфрид на роль его дочери. В ноябре к проекту присоединился Аарон Пол, приглашённый на роль любовника Кэти.